# Juniorvärldsmästerskapen i friidrott 2022
Juniorvärldsmästerskapen i friidrott 2022 (officiellt World Athletics U20 Championships) var de 19:e juniorvärldsmästerskapen och anordnas i Cali, Colombia mellan den 1 och 6 augusti 2022. Tävlingarna var öppna för atleter födda tidigast 1 januari 2003. Cali har tidigare varit värdstad för ungdoms-VM 2015.

## Resultat

### Herrar

#### Gång- och löpgrenar
| Gren                | Guld                                                                                                  | Guld                           | Silver                                                                                           | Silver                   | Brons                                                                                                | Brons         |
| 100 meter           | Letsile Tebogo Botswana                                                                               | 9,91 WU20R                     | Bouwahjgie Nkrumie Jamaica                                                                       | 10,02 NU20R              | Benjamin Richardson Sydafrika                                                                        | 10,12         |
| 200 meter           | Blessing Afrifah Israel                                                                               | 19,96 [,954] 0MR0, AU20R, 0NR0 | Letsile Tebogo Botswana                                                                          | 19,96 [,960] 0MR0, AU20R | Calab Law Australien                                                                                 | 20,48         |
| 400 meter           | Lythe Pillay Sydafrika                                                                                | 45,28 0PB0                     | Steven McElroy USA                                                                               | 45,65 0PB0               | Yusuf Ali Abbas Bahrain                                                                              | 45,80         |
| 800 meter           | Ermias Girma Etiopien                                                                                 | 1.47,36                        | Heithem Chenitef Algeriet                                                                        | 1.47,61 0PB0             | Ethan Hussey Storbritannien                                                                          | 1.47,65       |
| 1 500 meter         | Reynold Cheruiyot Kenya                                                                               | 3.35,83                        | Ermias Girma Etiopien                                                                            | 3.37,24                  | Daniel Kimaiyo Kenya                                                                                 | 3.37,43       |
| 3 000 meter         | Melkeneh Azize Etiopien                                                                               | 7.44,06                        | Felix Korir Kenya                                                                                | 7.47,86 0PB0             | Edwin Kisalsak Kenya                                                                                 | 7.49,82 0PB0  |
| 5 000 meter         | Addisu Yihune Etiopien                                                                                | 14.03,05                       | Merhawi Mebrahtu Eritrea                                                                         | 14.03,33                 | Habtom Samuel Eritrea                                                                                | 14.03,67      |
| 110 meter häck      | Antoine Andrews Bahamas                                                                               | 13,23 WU20L                    | Malik Mixon USA                                                                                  | 13,27 0PB0               | Matthew Sophia Nederländerna                                                                         | 13,34 NU20R   |
| 400 meter häck      | İsmail Nezir Turkiet                                                                                  | 48,84 NU20R                    | Matic Ian Guček Slovenien                                                                        | 48,91 NU20R              | Roshawn Clarke Jamaica                                                                               | 49,62         |
| 3 000 meter hinder  | Samuel Duguna Etiopien                                                                                | 8.37,92                        | Samuel Firewu Etiopien                                                                           | 8.39,11                  | Salaheddine Ben Yazide Marocko                                                                       | 8.40,62       |
| 4×100 meter stafett | Japan Kowa Ikeshita Hiroto Fujiwara Shunki Tateno Hiroki Yanagita                                     | 39,35                          | Jamaica Bouwahjgie Nkrumie Bryan Levell Mark-Anthony Daley Adrian Kerr David Lynch*              | 39,35                    | USA Laurenz Colbert Michael Gizzi Brandon Miller Johnny Brackins David Foster* Charlie Bartholomiew* | 39,57 0SB0    |
| 4×400 meter stafett | USA Steven McElroy Ashton Schwartzman Charlie Bartholomew Will Sumner Kody Blackwood* Grant Williams* | 3.04,47 0SB0                   | Jamaica Shemar Palmer Shaemar Uter Jasauna Dennis Delano Kennedy Derrick Grant* Malachi Johnson* | 3.05,72 0SB0             | Kanada Christopher Morales-Williams Ben Tilson Daniel Kidd Tyler Floyd Riley Flemington*             | 3.06,50 NU20R |
| 10 000 m gång       | Mazlum Demir Turkiet                                                                                  | 42.36,02                       | Ismail Ben Hammouda Algeriet                                                                     | 42.42,49                 | Hayrettin Yıldız Turkiet                                                                             | 43.07,95      |

#### Teknikgrenar
| Gren                 | Guld                       | Guld          | Silver                                              | Silver        | Brons                       | Brons           |
| Höjdhopp             | Brandon Pottinger Jamaica  | 2,14 m 0=PB0  | Brian Raats SydafrikaBozhidar Sarâboyukov Bulgarien | 2,10 m        | Ingen tilldelad             | Ingen tilldelad |
| Stavhopp             | Anthony Ammirati Frankrike | 5,75 m WU20L  | Juho Alasaari Finland                               | 5,60 m =NU20R | Michał Gawenda Polen        | 5,45 m 0PB0     |
| Längdhopp            | Erwan Konaté Frankrike     | 8,08 m WU20L  | Alejandro Parada Kuba                               | 7,91 m        | Gabriel Luiz Boza Brasilien | 7,90 m 0=SB0    |
| Tresteg              | Jaydon Hibbert Jamaica     | 17,27 m 0MR0  | Selva Thirumaran Indien                             | 16,15 m 0PB0  | Viktor Morozov Estland      | 16,13 m 0PB0    |
| Kulstötning (6 kg)   | Tarik Robinson-O'Hagan USA | 20,73 m 0PB0  | Kobe Lawrence Jamaica                               | 20,58 m 0PB0  | Tizian Noah Lauria Tyskland | 20,55 m         |
| Diskus (1,750 kg)    | Marius Karges Tyskland     | 65,55 m       | Miká Sosna Tyskland                                 | 63,88 m       | Mykhailo Brudin Ukraina     | 63,30 m 0PB0    |
| Släggkastning (6 kg) | Ioannis Korakidis Grekland | 79,11 m WU20L | Max Lampinen Finland                                | 76,33 m 0PB0  | Iosif Kesidis Cypern        | 76,32 m 0PB0    |
| Spjutkastning        | Artur Felfner Ukraina      | 79,36 m       | Max Dehning Tyskland                                | 77,24 m       | Keyshawn Strachan Bahamas   | 72,95 m         |

#### Mångkamp
| Gren    | Guld                           | Guld              | Silver                  | Silver      | Brons                 | Brons            |
| Tiokamp | Gabriel Emmanuel Nederländerna | 7 860 poäng WU20L | Jacob Thelander Sverige | 7 770 poäng | Elliot Duvert Sverige | 7 622 poäng 0PB0 |

### Damer

#### Gång- och löpgrenar
| Gren                | Guld | Guld          | Silver                                                                                                  | Silver        | Brons                                                                             | Brons                               |
| 100 meter           | Tina Clayton Jamaica                                                                                    | 10,95 0MR0    | Serena Cole Jamaica                                                                                     | 11,14         | Shawnti Jackson USAN'Ketia Seedo Nederländerna                                    | 11,15 [,148] 0PB011,15 [,148] NU20R |
| 200 meter           | Brianna Lyston Jamaica                                                                                  | 22,65         | Jayla Jamison USA                                                                                       | 22,77 0PB0    | Alana Reid Jamaica                                                                | 22,95 0PB0                          |
| 400 meter           | Yemi Mary John Storbritannien                                                                           | 51,50 0PB0    | Damaris Mutunga Kenya                                                                                   | 51,71 NU20R   | Rupal Indien                                                                      | 51,85 0PB0                          |
| 800 meter           | Rolsin Willis USA                                                                                       | 1.59,13 0MR0  | Audrey Werro Schweiz                                                                                    | 1.59,53 NU20R | Juliette Whittaker USA                                                            | 2.00,18                             |
| 1 500 meter         | Birke Haylom Etiopien                                                                                   | 4.04,27 0MR0  | Brenda Chebet Kenya                                                                                     | 4.04,64 0PB0  | Purity Chepkirui Kenya                                                            | 4.07,64 0PB0                        |
| 3 000 meter         | Betty Chelangat Kenya                                                                                   | 9.01,03       | Tsiyon Abebe Etiopien                                                                                   | 9.03,85       | Nancy Cherop Kenya                                                                | 9.05,98                             |
| 5 000 meter         | Medina Eisa Etiopien                                                                                    | 15.29,71      | Melknat Wudu Etiopien                                                                                   | 15.30,06      | Prisca Chesang Uganda                                                             | 15.31,17                            |
| 100 meter häck      | Kerrica Hill Jamaica                                                                                    | 12,77 0MR0    | Alexis James Jamaica                                                                                    | 12,87 0PB0    | Anna Tóth Ungern                                                                  | 13,00 NU20R                         |
| 400 meter häck      | Akala Garrett USA                                                                                       | 56,16 WU20L   | Hanna Karlsson Sverige                                                                                  | 56,71 0PB0    | Michaela Rose USA                                                                 | 56,86 0PB0                          |
| 3 000 meter hinder  | Faith Cherotich Kenya                                                                                   | 9.16,14       | Sembo Almayew Etiopien                                                                                  | 9.30,41       | Meseret Yeshaneh Etiopien                                                         | 9.42,02                             |
| 4×100 meter stafett | Jamaica Serena Cole Tina Clayton Kerrica Hill Alexis James* Tia Clayton                                 | 42,59 WU20R   | USA Jayla Jamison Lily Jones* Autumn Wilson Iyana Gray Shawnti Jackson Alyssa Colbert*                  | 43,28 NU20R   | Colombia María Alejandra Murillo Marlet Ospino Melany Bolaño Laura Martínez       | 44,59                               |
| 4×400 meter stafett | USA Makenze Kelley Shawnti Jackson Akala Garrett Roisin Willis Madison Whyte* Zaya Akins* Kennedy Wade* | 3.28,06 0SB0  | Jamaica Dejanea Oakley Abigail Campbell Oneika McAnnuff Alliah Baker Rickiana Russell* Oneika Brissett* | 3.31,59 0SB0  | Storbritannien Yemi Mary John Jessica Astill Ophelia Pye Etty Sisson Poppy Malik* | 3.31,86 0SB0                        |
| 10 000 m gång       | Karla Serrano Mexiko                                                                                    | 46.24,35 0PB0 | Ai Ooyama Japan                                                                                         | 46.24,44      | Ayane Yanai Japan                                                                 | 46.43,07                            |

#### Teknikgrenar
| Gren          | Guld                         | Guld          | Silver                       | Silver        | Brons                      | Brons         |
| Höjdhopp      | Karmen Bruus Estland         | 1,95 m        | Britt Weerman Nederländerna  | 1,93 m NU20R  | Angelina Topić Serbien     | 1,93 m        |
| Stavhopp      | Hana Moll USA                | 4,35 m        | Chiara Sistermann Tyskland   | 4,30 m 0=PB0  | Janne Sophie Ohrt Tyskland | 4,30 m 0PB0   |
| Längdhopp     | Plamena Mitkova Bulgarien    | 6,66 m 0PB0   | Natalia Linares Colombia     | 6,59 m        | Marta Amani Italien        | 6,52 m 0PB0   |
| Tresteg       | Sharifa Davronova Uzbekistan | 14,04 m WU20L | Sohane Aucargos Frankrike    | 13,38 m       | Tiana Boras Australien     | 13,30 m 0PB0  |
| Kulstötning   | Miné de Klerk Sydafrika      | 17,17 m       | Pinar Akyol Turkiet          | 16,84 m       | Zuzanna Maślana Polen      | 16,06 m 0PB0  |
| Diskus        | Emma Sralla Sverige          | 56,15 m       | Despoina Filippidou Grekland | 54,48 m 0SB0  | Miné de Klerk Sydafrika    | 53,54 m NU20R |
| Släggkastning | Rachele Mori Italien         | 67,21 m       | Paola Bueno Mexiko           | 62,74 m       | Raika Murakami Japan       | 61,45 m 0SB0  |
| Spjutkastning | Adriana Vilagoš Serbien      | 63,52 m 0MR0  | Valentina Barrios Colombia   | 57,84 m NU20R | Manuela Rotundo Uruguay    | 55,11 m       |

#### Mångkamp
| Gren    | Guld                  | Guld        | Silver                 | Silver      | Brons                      | Brons       |
| Sjukamp | Saga Vanninen Finland | 6 084 poäng | Serina Riedel Tyskland | 5 874 poäng | Sandrina Sprengel Tyskland | 5 845 poäng |

### Mixat
| Gren                | Guld                                                                        | Guld         | Silver                                        | Silver        | Brons                                                                | Brons   |
| 4×400 meter stafett | USA Charlie Batholomew Madison Whyte Will Sumner Kennedy Wade Kaylyn Brown* | 3.17,69 0MR0 | Indien Barath Sridhar Priya Mohan Kapil Rupal | 3.17,76 AU20R | Jamaica Jasauna Dennis Abigail Campbell Malachi Johnson Alliah Baker | 3.19,98 |

* – Deltog endast i försöksheatet men mottog ändå medalj.

## Medaljtabell
*   Värdland ( Colombia)
| Nr                   | Nation               | Guld | Silver | Brons | Totalt |
| -------------------- | -------------------- | ---- | ------ | ----- | ------ |
| 1                    | USA                  | 7    | 4      | 4     | 15     |
| 2                    | Jamaica              | 6    | 7      | 3     | 16     |
| 3                    | Etiopien             | 6    | 5      | 1     | 12     |
| 4                    | Kenya                | 3    | 3      | 4     | 10     |
| 5                    | Sydafrika            | 2    | 1      | 2     | 5      |
| 6                    | Turkiet              | 2    | 1      | 1     | 4      |
| 7                    | Frankrike            | 2    | 1      | 0     | 3      |
| 8                    | Tyskland             | 1    | 4      | 3     | 8      |
| 9                    | Sverige              | 1    | 2      | 1     | 4      |
| 10                   | Finland              | 1    | 2      | 0     | 3      |
| 11                   | Japan                | 1    | 1      | 2     | 4      |
| 11                   | Nederländerna        | 1    | 1      | 2     | 4      |
| 13                   | Botswana             | 1    | 1      | 0     | 2      |
| 13                   | Bulgarien            | 1    | 1      | 0     | 2      |
| 13                   | Grekland             | 1    | 1      | 0     | 2      |
| 13                   | Mexiko               | 1    | 1      | 0     | 2      |
| 17                   | Storbritannien       | 1    | 0      | 2     | 3      |
| 18                   | Bahamas              | 1    | 0      | 1     | 2      |
| 18                   | Estland              | 1    | 0      | 1     | 2      |
| 18                   | Italien              | 1    | 0      | 1     | 2      |
| 18                   | Serbien              | 1    | 0      | 1     | 2      |
| 18                   | Ukraina              | 1    | 0      | 1     | 2      |
| 23                   | Israel               | 1    | 0      | 0     | 1      |
| 23                   | Uzbekistan           | 1    | 0      | 0     | 1      |
| 25                   | Colombia*            | 0    | 2      | 1     | 3      |
| 25                   | Indien               | 0    | 2      | 1     | 3      |
| 27                   | Algeriet             | 0    | 2      | 0     | 2      |
| 28                   | Eritrea              | 0    | 1      | 1     | 2      |
| 29                   | Kuba                 | 0    | 1      | 0     | 1      |
| 29                   | Schweiz              | 0    | 1      | 0     | 1      |
| 29                   | Slovenien            | 0    | 1      | 0     | 1      |
| 32                   | Australien           | 0    | 0      | 2     | 2      |
| 32                   | Polen                | 0    | 0      | 2     | 2      |
| 34                   | Bahrain              | 0    | 0      | 1     | 1      |
| 34                   | Brasilien            | 0    | 0      | 1     | 1      |
| 34                   | Cypern               | 0    | 0      | 1     | 1      |
| 34                   | Kanada               | 0    | 0      | 1     | 1      |
| 34                   | Marocko              | 0    | 0      | 1     | 1      |
| 34                   | Uganda               | 0    | 0      | 1     | 1      |
| 34                   | Ungern               | 0    | 0      | 1     | 1      |
| 34                   | Uruguay              | 0    | 0      | 1     | 1      |
| Totalt (41 nationer) | Totalt (41 nationer) | 45   | 46     | 45    | 136    |